# Sphodroxia atripennis
Sphodroxia atripennis är en skalbaggsart som beskrevs av Maurice Pic 1918. Sphodroxia atripennis ingår i släktet Sphodroxia och familjen Melolonthidae. Inga underarter finns listade i Catalogue of Life.